# Alternatives
Pour les articles homonymes, voir Alternative.
Alternatives (titre original : Destiny Three Times) est un roman uchronique de Fritz Leiber publié pour la première fois en 1945 dans le magazine Astounding. Il est paru lors d'une seconde édition en 1957 dans la série des Galaxy Science Fiction Novels (en) (ouvrage numéro 28).

## Distinction
En 1996, Alternatives a été nommé pour le prix Hugo du meilleur roman rétrospectif pour l'année 1946.